# Helgeland

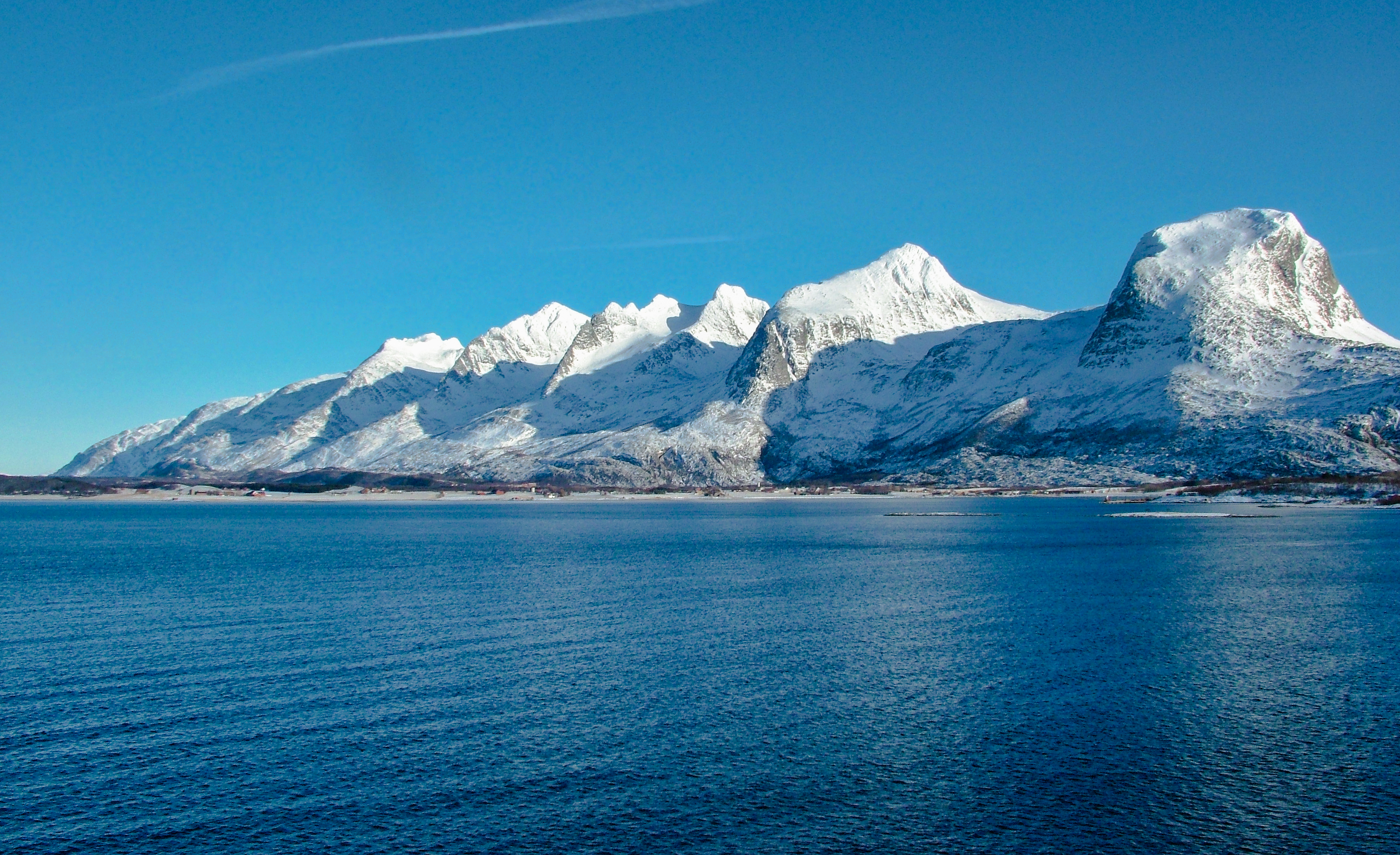
Sieben Schwestern bei Alstahaug.

Helgeland (im Mittelalter Hålogaland) ist eine Landschaft im Norden Norwegens, die heute den südlichen Teil des Fylkes Nordland bis zum Saltfjellet umfasst. Die Region hat 78.400 Einwohner und eine Fläche von 17.936 km². Die Region hat ungefähr 15.000 Inseln.
Im Mittelalter bezeichnete Hålogaland das gesamte Territorium nördlich von Trøndelag und war vor der Christianisierung Norwegens ein selbständiges Königreich, das auch den größten Teil von Troms umfasste und sich zeitweilig bis in das von Samen dominierte Gebiet (Finnmark, Schwedisch-Lappland, Nord-Finnland und Nordwest-Russland) erstreckte. Hålogaland nimmt einen hervorragenden Platz in den Sagas ein. Die Göttinnen Þorgerðr Hölgabrúðr und Irpa der Jómsvíkinga saga stammen wahrscheinlich aus Hálogaland und wurden wohl vor allem dort verehrt. Der vermutlich bekannteste Einwohner Hålogalands war der Seefahrer und Kaufmann Ottar, dessen Bericht über seine Heimat einen Platz in Alfreds des Großen Übersetzung der Weltgeschichte des Orosius fand.
Der Name stammt nicht von derselben Wurzel wie heilig, wie es schon Adam von Bremen behauptete, sondern von einer Volksbezeichnung háleygir. In Snorri Sturlusons Jüngerer Edda wird er von einem mythischen König Holgi abgeleitet. Holgi wiederum soll ein Nachfolger von Odins Sohn Sæming (Säming) gewesen sein.
Die jüngere Form des Namens findet sich ab 1380, die ältere besteht weiter in den Namen der Bistümer Sør-Hålogaland (Nordland) und Nord-Hålogaland (Troms und Finnmark) und im Namen des Obergerichtes (Hålogaland lagmannsrett), das für die drei nördlichen Provinzen Nordland, Troms und Finnmark sowie für Spitzbergen zuständig ist.
In Helgeland befand sich bei Bratland und der Insel Aldra ein Sender des Omega-Funknavigationssystems. In der Nähe von Bratland befindet sich auch der Marinesender JXN, der wie einst der Omegasender eine Drahtantenne verwendet, die über einen Fjord gespannt wurde.